# LF Kempenroute
De LF Kempenroute is een LF-icoonroute in Vlaanderen. De route werd in 2021 geopend en loopt van Maasmechelen via de Kempen naar Antwerpen. De route is 203 kilometer lang en is in 2 richtingen bewegwijzerd met rechthoekige bordjes. De bordjes hangen onder de borden van het fietsroutenetwerk.

## Traject
De route doorkruist de provincies Belgisch Limburg en Antwerpen. In Maasmechelen sluit de route aan op de EuroVelo EV19 Maasfietsroute, de LF Vlaanderenroute en de LF Maasroute. De LF Vlaanderenroute loopt de gehele route parallel aan de LF Kempenroute. 
De route start aan de Zuid-Willemsvaart bij Maasmechelen. In Maasmechelen ligt het Maasmechelen Village. Langs recreatiegebied Terhills, Eisden-Tuinwijk en Station Eisden voert de route het Nationaal Park Hoge Kempen (Mechelse Heide) in. Hier is ook de beklimming van de Duivelsberg in natuurgebied Vallei van de Kikbeekbron. De route gaat door de fietsbeleving Fietsen door de Heide. 
De route gaat langs voormalig Station As en langs het Thorpark. Ook komt de route voorbij C-Mine en De Teut. De route volgt hier grotendeels een voormalig kolenspoor. Na het verlaten van dit spoor komt de route voorbij de voormalige Steenkoolmijn van Zolder en natuurgebied Mijnterril Heusden-Zolder.
Aansluitend gaat de route door de Vallei van de Zwarte Beek en komt de route voorbij de voormalige Steenkoolmijn van Beringen. Iets van de route af ligt Be-MINE.
In Leopoldsburg komt de route voorbij het museum Liberation Garden. De route komt kort langs het Kanaal van Beverlo en gaat dan door Nationaal Park Bosland en de fietsbeleving Fietsen door de Bomen. Even later volgt de Leyssensmolen. De route kruist in dit gebied ook diverse Kempische kanalen. 
Vanaf de uitkijktoren Sas 4-Toren is er mooi zicht over de streek. Nu volgen achtereenvolgens Pijnven, De Hoge Rielen, Provinciaal Domein Prinsenpark, Visbeekvallei, Zoerselbos, Park Groot Schijn en Rivierenhof. 
In Antwerpen sluit de route aan op de LF Vlaanderenroute, de LF Schelderoute en de LF Kunststedenroute.

## Aansluitingen met Europese routes
- In Maasmechelen sluit de route aan op de EuroVelo EV19 Maasfietsroute.
- Door in Antwerpen de LF Schelderoute noordwaarts te volgen kan in Bath worden aangesloten op de EuroVelo EV4 Midden-Europaroute.

## Aansluitingen met andere LF- of icoonroutes
- In Maasmechelen sluit de route aan op de LF Maasroute.
- Het gehele traject loopt de route parallel met de LF Vlaanderenroute.
- In Antwerpen sluit de route aan op de LF Schelderoute en de LF Kunststedenroute.
- Door in Antwerpen de LF Schelderoute noordwaarts te volgen kan in Bath worden aangesloten op de LF13 Schelde-Rheinroute.

## Aansluitingen met regionale routes
- Op elk willekeurig punt kan gebruik worden gemaakt van het fietsroutenetwerk ter plaatse.
- In Elsloo (Nederlandse zijde Grensmaas) kan lus 1 van de Amstel Gold Raceroute opgepakt worden.
- In Bath ten noorden van de Haven van Antwerpen kan de Jo de Rooroute opgepakt worden.